# Cubavisión Internacional
Cubavisión Internacional es un canal de televisión por suscripción cubano que emite de forma internacional vía satélite, y para Cuba por la TDT. Es propiedad del Estado cubano por medio del Instituto de Información y Comunicación Social (ICS).

## Historia
El canal comenzó sus emisiones el 26 de julio de 1986 con el propósito de dar a conocer al mundo la realidad de Cuba, su cultura y su sociedad desde el punto de vista del Gobierno cubano.
En 2003, asume una proyección internacional al comenzar a transmitir durante 24 horas para el continente americano a través del satélite Panamsat (actualmente conocido como Intelsat).
En octubre de 2005 su cobertura se extiende a Europa y África del Norte a través del satélite Astra 1L (19.2E) e Hispasat 1C (30W). Dos años después sus transmisiones amplían la cobertura hasta Asia y Oceanía mediante el satélite Asiasat 2 (100.5 E).
Desde el 1 de marzo de 2009, las transmisiones de Cubavisión Internacional en el continente americano sufrieron modificaciones al cesar sus emisiones a través del satélite Intelsat 9, transfiriendo las mismas a los satélites NSS806 (40.5W) e Hispasat 1D (30W). En Europa y Asia la cobertura satelital permaneció sin cambios.
En la actualidad la programación de CVI puede ser vista en más de medio centenar de países de cuatro continentes (América, Europa, Norte de África y Asia y Oceanía) gracias a una red de cinco satélites, desde 2013 con la puesta en marcha de la señal digital en Cuba, los cubanos tienen acceso a este canal. En Junio de 2022 se lanza la señal en HD
Su programación es totalmente de factura nacional, se emiten series y novelas cubanas en diferentes horarios, de igual manera varios espacios informativos en los que se encuentran Cuba Noticias, La hora de Cuba, y Zona Deportiva entre otros, también programas musicales alrededor de la música cubana.

## Órgano de prensa y servicios especializados
Además de sus transmisiones televisivas para el mundo CVI posee un servicio de noticias en línea sobre los principales acontecimientos que ocurren en Cuba, el cual puede ser apreciado a través de su sitio web. 
De manera complementaria CVI ofrece servicios especializados (técnicos y de personal calificado) a las agencias de prensa y canales de televisión internacionales que realizan reportajes televisivos y de otro tipo en Cuba.